# Museu da Moda Brasileira
O Museu da Moda Brasileira é um museu oficialmente anunciado pela Secretaria de Estado de Cultura do Rio de Janeiro, em parceria com o Instituto Zuzu Angel e Fundação Getúlio Vargas. Ainda em processo de adequação e instalação, o museu será o primeiro no país dedicado aos costumes e à moda reunirá acervos representativos do panorama da moda brasileira, situando-se num terreno anexo à Casa da Marquesa de Santos, edifício localizado na cidade do Rio de Janeiro, no bairro de São Cristóvão, presente do Imperador D. Pedro I para Domitila de Castro Canto e Melo, a Marquesa de Santos, em 1827, constitui um raro exemplar arquitetônico do século XIX.